# Fierville-les-Parcs
Fierville-les-Parcs (fjɛʁ.vil.lɛ.paʁkⓘ) es una población y comuna francesa, situada en la región de Baja Normandía, departamento de Calvados, en el distrito de Lisieux y cantón de Blangy-le-Château.

## Demografía
| 130 | 124 | 112 | 121 | 135 | 192 |
| Para los censos de 1962 a 1999 la población legal corresponde a la población sin duplicidades (Fuente: INSEE [Consultar]) |     |     |     |     |     |